# مأمور ۶۹ ینسن در برج قوس
مأمور ۶۹ ینسن در برج قوس (دانمارکی: Agent 69 Jensen i Skyttens tegn) یک فیلم اروتیک کمدی-جاسوسی دانمارکی است که در سال ۱۹۷۸ منتشر شد. این فیلم، ششمین و آخرین فیلم از مجموعه فیلم‌های زودیاک (مجموعه‌ای از فیلم‌های کمدی جریان اصلی) است که حاوی صحنه‌های سکس هاردکور است.

## گزیدهٔ بازیگران
- اوله سولتوفت
- پل بونگار
- کارل استگر
- آرتور ینسن
- پل هاگن
- کیت مونت
- والسو هولم
- السه پیترسن
- ایب موسین
- اسون-اوله تورسن
- ریکی بروش
- ژانه دارویل
- پل گلارگار
- سورن استرونبرگ